# Jim Haslam
James Arthur "Jim" Haslam II, född 13 december 1930, är en amerikansk företagsledare som är grundare och styrelseordförande för Pilot Corporation och styrelseordförande för dotterbolaget Pilot Flying J. Den amerikanska ekonomitidskriften Forbes värderade Haslam och hans familjs förmögenhet till $6 miljarder för juli 2015.
Haslam avlade en kandidatexamen rörande finans vid University of Tennessee.
Han är far till företagsledaren och Cleveland Browns-ägaren Jimmy Haslam och den tidigare guvernören för Tennessee, Bill Haslam.